# Machuellidae
Machuellidae zijn  een familie van mijten. Bij de familie zijn twee geslachten met circa 15 soorten ingedeeld.